# Нижний Кегер
Нижний Кегер — село в Гунибском районе Дагестана. Входит в состав сельского поселения Сельсовет Кегерский.

## География
Расположено в 2 км к северо-востоку от районного центра с. Гуниб, р. Каракойсу.

## Население
| 2002 | 2010 | 2021 |
| ---- | ---- | ---- |
| 193  | ↗208 | ↗277 |

## История
Начало селу положил Кегерский консервный завод, построенный в 1938 г. в местности Чутлах. Официально населённый пункт зарегистрирован только в 1998 г.